# PCI Express
PCI-e ili punim imenom PCI Express je zamjena za za PCI/AGP sučelje.
To sučelje u izvedbi x16 najčešće koriste grafičke kartice, a u ostalima druge ekspanzijske kartice poput mrežnih kartica, WiFi kartica ili SSD diskova. 
PCI Express koji je tijekom razvoja bio poznat i pod skraćenicom 3GIO (kratica za 3Generation In/Out što u prijevodu znači treća generacija ulaza/izlaza) predstavlja novu generaciju sabirnica. Ona služi za prijenos podataka između računalnih komponenti.
No važna je i brza komunikacija u oba smjera; od i prema grafičkoj kartici. Ova značajka koristi se kod sustava koji koriste više grafičkih kartica (nVidijin SLI ili AMD-ov Crossfire), koji trebaju komunicirati među karticama.
Kako su novi standardi donijeli još višu brzinu prijenosa podataka (PCI-Express 3.x, 4.x, 5.x i 6.x), kod nekih sustava s više grafičkih kartica međusobno spajanje posebnim konektorima (mostovima) više nije potrebno.

## Inačice
Propusnost raznih varijanti PCI sučelja (PCI i PCI-X):
| Naziv | Brzina rada (MHz) | Širina sabirnice | Propusnost (Mb/s) | Propusnost MB/s   |
| ----- | ----------------- | ---------------- | ----------------- | ----------------- |
| PCI   | 33 MHz            | 32 bitna         | 1064 Mb/s         | 133 MB/s          |
| PCI   | 33 MHz            | 64 bitna         | 2128 Mb/s         | 266 MB/s          |
| PCI   | 66 MHz            | 32 bitna         | 2128 Mb/s         | 266 MB/s          |
| PCI   | 66 MHz            | 64 bitna         | 4256 Mb/s         | 532 MB/s          |
| PCI-X | 100 MHz           | 64 bitna         | 6400 Mb/s         | 800 MB/s          |
| PCI-X | 133 MHz           | 64 bitna         | 8192 Mb/s         | 1024 MB/s (1GB/s) |

Propusnost PCI Express sučelja sa samo jednim komunikacijskim kanalom, odnosno "trakom" (eng. Lane):
| Jedna traka (Per-lane – 1x) | Propusnost jednosmjerno (MB/s) |
| --------------------------- | ------------------------------ |
| PCIe v.1. – 1x              | 250 MB/s                       |
| PCIe v.2. – 1x              | 500 MB/s                       |
| PCIe v.3. – 1x              | 985 MB/s                       |
| PCIe v.4. – 1x              | 1.969 MB/s (1,97 GB/s)         |
| PCIe v.5. – 1x              | 3.938 MB/s (3,94 GB/s)         |
| PCIe v.6. – 1x              | 7.536 MB/s (7,54 GB/s)         |

Propusnost PCI Express sučelja sa 16 komunikacijskih kanala:
| 16 traka (Per-lane – 16x) | Propusnost jednosmjerno (GB/s) |
| ------------------------- | ------------------------------ |
| PCIe v.1. – 16x           | 4 GB/s                         |
| PCIe v.2. – 16x           | 8 GB/s                         |
| PCIe v.3. – 16x           | 15,75 GB/s                     |
| PCIe v.4. – 16x           | 31,5 GB/s                      |
| PCIe v.5. – 16x           | 63 GB/s                        |
| PCIe v.6. – 16x           | 121 GB/s                       |